# 외산초등학교 반교분교
외산초등학교 반교분교는 대한민국 충청남도 부여군 외산면에 있었던 공립 초등학교이다.

## 연혁
- 1949년 11월 30일 외산국민학교 반교분교장
- 1960년 4월 1일 반교국민학교 승격
- 1995년 3월 1일 외산국민학교로 편입
- 1999년 9월 1일 외산초등학교로 통폐합